# 深沢かすみ
深沢 かすみ（ふかざわ かすみ、2月16日 - ）は、日本の漫画家。大分県大分市出身。
1978年、『プチ・マーガレット』（集英社）掲載の「夢見たものは…」でデビュー。代表作に『花守りの家』、『警視庁捜査一課パートタイム班』など。

## 作品リスト
- 金色の糸
- 軌道春秋
- 十年目に乾杯
- 冬のオルゴール
- 星の街のマリア
- 本棚の神様
- 二度目の結婚
- 射手座の女たち
- 星へ行く船
- 警視庁捜査一課パートタイム班
- 幸福の棲む場所（短編集・結婚のリアルVOL.2より）
- 禁断の果実（短編集・人はそれを不倫と呼ぶ1より）
- 密かに、雪の降る如く（短編集・不倫という名の恋をした1より）
- 秘密（短編集・おとなりの家庭事情2より）
- パープル・レイン（短編集・大人の恋愛時間2より）
- 花守りの家